# Georg Koch
Georg Koch né le 3 février 1972 à Bergisch Gladbach, est un footballeur allemand reconverti entraîneur.